# Sutz-Lattrigen
Sutz-Lattrigen je obec v kantonu Bern, v okrese Biel/Bienne. Žije zde  obyvatel.

## Geografie
Obec se skládá ze dvou místních částí, větší obce Sutz a menší obce Lattrigen. Sutz-Lattrigen leží pět kilometrů od Bielu na jižním břehu Bielského jezera mezi obcemi Ipsach a Mörigen. Až do sloučení obcí Twann a Tüscherz v roce 2010 měla obec s 3,5 km nejdelší pobřeží ze všech obcí u Bielského jezera. Vzhled obce je také charakteristický zemědělstvím se zaměřením na ovocnářství a polní hospodářství a hustým lesem.

## Historie

Letecký pohled (1959)

Počátky obce Sutz-Lattrigen sahají až do doby palafik. Četné nálezy nejrůznějších předmětů svědčí o tom, že již v dávných dobách zde existovaly velké palafikové osady. O Sutz-Lattrigenu z římské doby a raného středověku je známo jen málo. Název obce se poprvé objevuje v písemných pramenech na počátku 13. století (1228 Soz a 1270 Lattringun). Ve 13./14. století patřili šlechtici ze Sutz k prvním ministeriálům hrabat z Neuchâtelu-Nidau. V letech 1388–1393 byl Sutz-Lattrigen spolu s Nidau připojen k Bernu. V 17. století Bern vybudoval přístav Lattrigen s přístavištěm, které bylo využíváno jako překladiště obilí (tzv. Frienisberglänti). Obě osady Sutz a Lattrigen udržovaly až do výstavby nových dopravních cest v 19. století úzké kontakty s vesnicemi na severním břehu Bielského jezera a obchodovaly s nimi. Přístav Lattrigen byl tak významným překladištěm vína, které se přepravovalo do Bernu. Od roku 1916 je obec spojena s Bielem železnicí Biel – Täuffelen – Ins, což podpořilo rozvoj průmyslu, mimo jiné štěrkovny, betonárny a továrny na nářadí. Pracovní místa nabízela také zemědělství, zejména ovocnářství a pěstování třešní, a také drobná řemesla. S intenzivní výstavbou od roku 1950 se obě jádra vesnice spojila.

## Obyvatelstvo
| Rok            | 1764 | 1850 | 1900 | 1950 | 2000 | 2010 |
| Počet obyvatel | 154  | 363  | 375  | 479  | 1151 | 1343 |

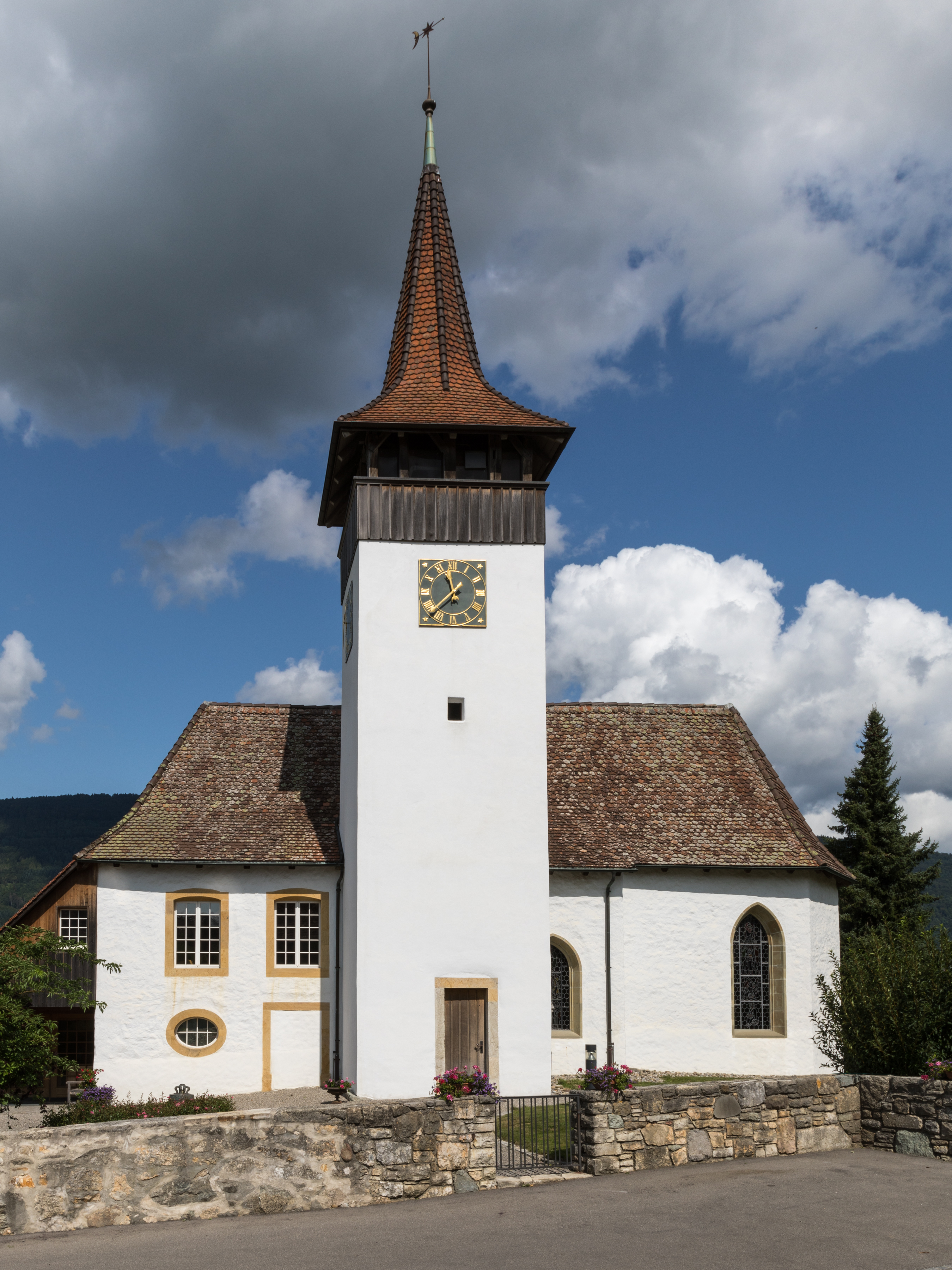
Reformovaný kostel v Sutz

Sutz-Lattrigen je z 94 % německy mluvící obcí. 4 % obyvatel hovoří francouzsky.

## Doprava
Obec Sutz-Lattrigen leží na kantonální silnici 237.1 Nidau – Täuffelen – Ins. Sutz-Lattrigen je napojen na železniční síť a leží na trati Biel–Täuffelen–Ins s metrovým rozchodem kolejí. Vlaky zastavují na dvou zastávkách (Sutz a Lattrigen).